# 달에 부는 바람
"달에 부는 바람"은 2016년에 개봉한 대한민국의 영화이다.

## 캐스팅
- 김예지
- 김미영
- 김자엽
- 김하늘